# Mauthausen Orchestra
Mauthausen Orchestra war ein Musikprojekt des Italieners Pierpaolo Zoppo. Die Musik des Projektes wurde dem Post-Industrial-Substil Power Electronics zugerechnet.

## Geschichte
Das von Pierpaolo Zoppo allein geführte Projekt Mauthausen Orchestra zählt zur ersten Welle des italienischen Power Electronics und zu den prägenden und einflussreichsten Projekten des Subgenres.
Zoppo initiierte das Projekt 1981 und veröffentlichte erste Aufnahmen auf seinem eigenen Label Aquilifer Sodality. Von 1982 bis 1986 veröffentlichte Mauthausen Orchestra eine Reihe das Genre prägender Alben und Singles. Im Jahr 1986 stellte Zoppo das Projekt ein. Das japanische Label Vis A Vis Audio Arts brachte 1990 eine LP-Kompilation mit dem Titel Five Years of Slaughters heraus, 1995 veröffentlichte Slaughter Productions das bis dahin entstandene Werk als Boxset.
Zoppo reaktivierte Mauthausen Orchestra 1997 und brachte weitere Veröffentlichungen in Kooperation mit Unternehmen wie Old Europa Café, Bloodlust! und Silentes Minimal Editions heraus sowie zwei Kollaborations-Alben mit Maurizio Bianchi, einem weiteren frühen und prägenden Interpreten des Industrial und Post-Industrial. Zoppo starb am 16. Juni 2012 im Alter von 49 Jahren. Damit endete die Zeit des Mauthausen Orchestra. Rückblickend erschienen noch verbliebene und von Familienmitgliedern autorisierte Aufnahmen sowie diverse Wiederveröffentlichungen.

## Stil
Als eines der prägenden Projekte des Power Electronics vereinte Mauthausen Orchestra die Elemente des Genres die später zu Stereotypen erhoben werden sollten. Das von Maurizio Bianchi beeinflusste Werk von Mauthausen Orchestra befasst sich inhaltlich mit schockierenden und morbiden Themen, wie Extremismus, Krieg, Völker- und Massenmord, Fetischismus, Perversion, Folter und Krankheit. Rar eingesetzte Textfragmente werden als grelles Schreien oder massiv verzerrt als Teil der allgemeinen Klangcollage präsentiert, während die Musik dieser aggressive Collage sich aus Übersteuerungen, Störgeräuschen, Dissonanzen, Noise, Verfremdungen und Verzerrungen zusammensetzt.
Mauthausen Orchestra veröffentlichte unter dem Titel Dedicated to J. Goebbels ein Album, das Reden von Joseph Goebbels sampelte, diese zerhackte und verzerrte sowie mit „primitiven Synthesizer-Loops“, Übersteuerungen, lauten und schrillen Klängen störte. Eine derartige Destruktion, Entkontextualisierung und Dekonstruktion des Nationalsozialismus zählt ebenso wie die musikalischen Stilmittel und weitere von Mauthausen Orchestra genutzte Themen zum festen Repertoire des Genres.

## Diskografie
| Alben - 1982: Mauthausen Orchestra (Broken Flag) - 1983: 2nd Movement (Aquilifer Sodality) - 1983: Necrofellatio (Aquilifer Sodality) - 1983: Dedicated to J. Goebbels (Aquilifer Sodality) - 1983: Murderfuck (Aquilifer Sodality) - 1983: Conflict (Aquilifer Sodality) - 1984: Mafarka (Aquilifer Sodality) - 1984: Bloodyminded (Aquilifer Sodality) - 1984: Vernichtung lebenunwerten Leben (Aquilifer Sodality) - 1985: Anal Perversions (Aquilifer Sodality) - 1985: They Never Learn (Aquilifer Sodality) - 1986: Host Sodomy (Aquilifer Sodality) - 1997: Raising Vapors (Body and Blood Exploration/Bloodlust!) - 2008: Where Are We Going? (Bloodlust!) - 2010: Digression (Silentes Minimal Editions) - 2012: Dramatisch (menstrualrecordings) - 2015: From Homicide to Slaughter (Urashima) - 2021: Private Thoughts Recordings (St.An.Da.) | Kollaborationen - 2009: From Unhealthy Places (Mit Nimh, Silentes Minimal Editions) - 2012: Material Modulations (Mit Maurizio Bianchi, Old Europa Café) - 2012: Spiritual Noises (Mit Maurizio Bianchi, Old Europa Café) Singles und EPs - 1984: Uneasiness (Aquilifer Sodality) - 1999: Lost in Boyz Town (Bloodlust!) - 1999: Kiss the Carpet (Xn Recordings) - 2006: Smooth Hate (Bloodlust!) - 2006: Forbidden Ground (Bloodlust!) - 2009: High Opinion of Oneself (Bloodlust!) - 2012: Under Control (Placenta Recordings) - 2015: :First Essay: Sexual Depravity and Plesant Atrocities (Urashima) Kompilationen - 1990: Five Years of Slaughters (Vis a Vis Audio Arts) - 1995: Gravitation Arch of Sex (Slaughter Productions) - 2000: Necrofellatio/Mafarka (Slaughter Productions) - 2009: Sonic Deprivation (Silent Minimal Editions) |